# Vitesse par équipes féminine aux Jeux olympiques d'été de 2020
Navigation
Rio 2016 Paris 2024
La vitesse par équipes féminine, épreuve de cyclisme sur piste des Jeux olympiques d'été de 2020, a lieu le 2 août 2021 sur le Vélodrome d'Izu, situé à Izu (Japon), à 120 kilomètres de Tokyo.

## Résultats

### Qualifications
Les qualifications permettent de classer les équipes selon leur temps et d'attribuer les duels du 1er tour selon l'ordre suivant : 1re contre 8e, 2e contre 7e, 3e contre 6e et  4e contre 5e.
| Rang | Pays      | Cyclistes                               | Résultat | Notes |
| ---- | --------- | --------------------------------------- | -------- | ----- |
| 1    | Allemagne | Lea Friedrich Emma Hinze                | 32.102   |       |
| 2    | Chine     | Bao Shanju Zhong Tianshi                | 32.135   |       |
| 3    | Pays-Bas  | Laurine van Riessen Shanne Braspennincx | 32.465   |       |
| 4    | ROC       | Daria Shmeleva Anastasiia Voinova       | 32.476   |       |
| 5    | Mexique   | Daniela Gaxiola Yuli Verdugo            | 33.097   |       |
| 6    | Pologne   | Marlena Karwacka Urszula Łoś            | 33.244   |       |
| 7    | Lituanie  | Miglė Marozaitė Simona Krupeckaitė      | 33.276   |       |
| 8    | Ukraine   | Lyubov Basova Olena Starikova           | 33.542   |       |

### Premier tour
Les vainqueurs de ce chacun des quatre duels se qualifient pour les finales qui attribuent les médailles. Les deux vainqueurs les plus rapides participant à la finale pour la médaille d'or et les deux vainqueurs les plus lents s'affrontent pour le bronze.
| Rang | Série | Pays      | Cyclistes                               | Résultat | Notes      |
| ---- | ----- | --------- | --------------------------------------- | -------- | ---------- |
| 1    | 3     | Chine     | Bao Shanju Zhong Tianshi                | 31.804   | QG, RM, RO |
| 2    | 4     | Allemagne | Lea Friedrich Emma Hinze                | 31.905   | QG         |
| 3    | 1     | ROC       | Daria Shmeleva Anastasiia Voinova       | 32.249   | QB         |
| 4    | 2     | Pays-Bas  | Shanne Braspennincx Laurine van Riessen | 32.308   | QB         |
| 5    | 1     | Mexique   | Daniela Gaxiola Yuli Verdugo            | 32.701   |            |
| 6    | 3     | Lituanie  | Simona Krupeckaitė Miglė Marozaitė      | 32.827   |            |
| 7    | 2     | Pologne   | Marlena Karwacka Urszula Łoś            | 33.022   |            |
| 8    | 4     | Ukraine   | Lyubov Basova Olena Starikova           | 33.285   |            |

### Finales
| Rang                                | Pays      | Cyclistes                               | Résultat | Notes |
| ----------------------------------- | --------- | --------------------------------------- | -------- | ----- |
| Finale pour la médaille d'or        |           |                                         |          |       |
| Médaille d'or, Jeux olympiques      | Chine     | Bao Shanju Zhong Tianshi                | 31.895   |       |
| Médaille d'argent, Jeux olympiques  | Allemagne | Lea Friedrich Emma Hinze                | 31.980   |       |
| Finale pour la médaille de bronze   |           |                                         |          |       |
| Médaille de bronze, Jeux olympiques | ROC       | Daria Shmeleva Anastasiia Voinova       | 32.252   |       |
| 4                                   | Pays-Bas  | Shanne Braspennincx Laurine van Riessen | 32.504   |       |
| Finale de classement (5/6)          |           |                                         |          |       |
| 5                                   | Lituanie  | Simona Krupeckaitė Miglė Marozaitė      | 32.808   |       |
| 6                                   | Mexique   | Daniela Gaxiola Yuli Verdugo            | 33.168   |       |
| Finale de classement (7/8)          |           |                                         |          |       |
| 7                                   | Pologne   | Marlena Karwacka Urszula Łoś            | 33.054   |       |
| 8                                   | Ukraine   | Lyubov Basova Olena Starikova           | 33.691   |       |